# 2024년 아부다비 그랑프리
2024년 아부다비 그랑프리(2024 Abu Dhabi Grand Prix)는 2024년 12월 8일 아랍에미리트 아부다비 야스 마리나 서킷에서 열린 포뮬러 원 2024 시즌 스물네번째이자 마지막 대회이다. 공식 대회명은 포뮬러 1 에티하드 에어웨이 아부다비 그랑프리 2024(Formula 1 Etihad Airways Abu Dhabi Grand Prix 2024)이다.
맥라렌의 랜도 노리스가 폴 포지션을 획득하였으며 레이스 승리를 달성했다. 노리스의 우승으로 맥라렌은 1988년 이후 26년 만의 컨스트럭터 챔피언을 달성했다. 스쿠데리아 페라리의 카를로스 사인스 주니어가 2위로 팀에서의 마지막 주행을 마쳤으며 팀메이트 샤를 르클레르가 3위를 달성했다. 이 경기는 발테리 보타스, 저우관위, 프랑코 콜라핀토, 세르히오 페레즈와 케빈 마그누센의 고별전이었다. 또한 2025년 페라리로의 이적을 앞둔 루이스 해밀턴의 메르세데스에서의 마지막 주행이었다.

## 레이스 기록
| 순위                                                    | No. | 드라이버               | 컨스트럭터                    | 랩 | 기록 / 사유 | 그리드 | 포인트 |
| ------------------------------------------------------- | --- | ---------------------- | ----------------------------- | -- | ----------- | ------ | ------ |
| 1                                                       | 4   | 랜도 노리스            | 맥라렌-메르세데스             | 58 | 1:26:33.291 | 1      | 25     |
| 2                                                       | 55  | 카를로스 사인스 주니어 | 페라리                        | 58 | +5.832      | 3      | 18     |
| 3                                                       | 16  | 샤를 르클레르          | 페라리                        | 58 | +31.928     | 19     | 15     |
| 4                                                       | 44  | 루이스 해밀턴          | 메르세데스                    | 58 | +36.483     | 16     | 12     |
| 5                                                       | 63  | 조지 러셀              | 메르세데스                    | 58 | +37.538     | 6      | 10     |
| 6                                                       | 1   | 막스 페르스타펀        | 레드불 레이싱-혼다 RBPT       | 58 | +49.847     | 4      | 8      |
| 7                                                       | 10  | 피에르 가슬리          | 알핀-르노                     | 58 | +1:12.560   | 5      | 6      |
| 8                                                       | 27  | 니코 휠켄베르크        | 하스-페라리                   | 58 | +1:15.554   | 7      | 4      |
| 9                                                       | 14  | 페르난도 알론소        | 애스턴 마틴 아람코-메르세데스 | 58 | +1:22.373   | 8      | 2      |
| 10                                                      | 81  | 오스카 피아스트리      | 맥라렌-메르세데스             | 58 | +1:23.821   | 2      | 1      |
| 11                                                      | 23  | 알렉산더 알본          | 윌리엄스-메르세데스           | 57 | +1 랩       | 18     |        |
| 12                                                      | 22  | 츠노다 유키            | RB-혼다 RBPT                  | 57 | +1 랩       | 11     |        |
| 13                                                      | 24  | 저우관위               | 킥 자우버-페라리              | 57 | +1 랩       | 15     |        |
| 14                                                      | 18  | 랜스 스트롤            | 애스턴 마틴 아람코-메르세데스 | 57 | +1 랩       | 13     |        |
| 15                                                      | 61  | 잭 두언                | 알핀-르노                     | 57 | +1 랩       | 17     |        |
| 16                                                      | 20  | 케빈 마그누센          | 하스-페라리                   | 57 | +1 랩       | 14     |        |
| 172                                                     | 30  | 리암 로슨              | RB-혼다 RBPT                  | 55 | 브레이크    | 12     |        |
| Ret                                                     | 77  | 발테리 보타스          | 킥 자우버-페라리              | 30 | 충돌 피해   | 9      |        |
| Ret                                                     | 43  | 프랑코 콜라핀토        | 윌리엄스-메르세데스           | 26 | 엔진        | 20     |        |
| Ret                                                     | 11  | 세르히오 페레즈        | 레드불 레이싱-혼다 RBPT       | 0  | 충돌        | 10     |        |
| 최속 랩: 케빈 마그누센 (하스-페라리) – 1:25.637 (랩 57) |     |                        |                               |    |             |        |        |
| 출처:                                                   |     |                        |                               |    |             |        |        |

각주
- ^1  – 랜스 스트롤은 레이스를 12위로 마쳤으나 트랙 경계 이탈로 5초 페널티를 받았다.[2]
- ^2  – 리암 로슨은 레이스 거리 90% 이상을 주행하여 경주를 마친 것으로 기록되었다.[2]